# フォーイエン
フォーイエン（ベトナム語：Thành phố Phổ Yên / 城庯普安）はベトナムのタイグエン省にある都市である。人口は2019年時点で193,834人、面積は258.88km2である。

## 行政区画
以下の4坊14社から構成される。
- バハン坊（Ba Hàng / 巴行）
- バイボン坊（Bãi Bông / 罷芃）
- バクソン坊（Bắc Sơn / 北山）
- ドンティエン坊（Đồng Tiến / 同進）
- ダクソン社（Đắc Sơn / 得山）
- ドンカオ社（Đông Cao / 東高）
- ホンティエン社（Hồng Tiến / 鴻進）
- ミンドゥク社（Minh Đức / 明德）
- ナムティエン社（Nam Tiến / 南進）
- フックトゥアン社（Phúc Thuận / 福順）
- フックタン社（Phúc Tân / 福新）
- タンフオン社（Tân Hương / 新香）
- タンフー社（Tân Phú / 新富）
- タインコン社（Thành Công / 成功）
- トゥアンタイン社（Thuận Thành / 順城）
- ティエンフォン社（Tiên Phong / 先鋒）
- チュンタイン社（Trung Thành / 忠誠）
- ヴァンファイ社（Vạn Phái / 万沛）